# Rioblanco
Rioblanco – miasto w Kolumbii, w departamencie Tolima.